# Wald- und Wiesengürtel

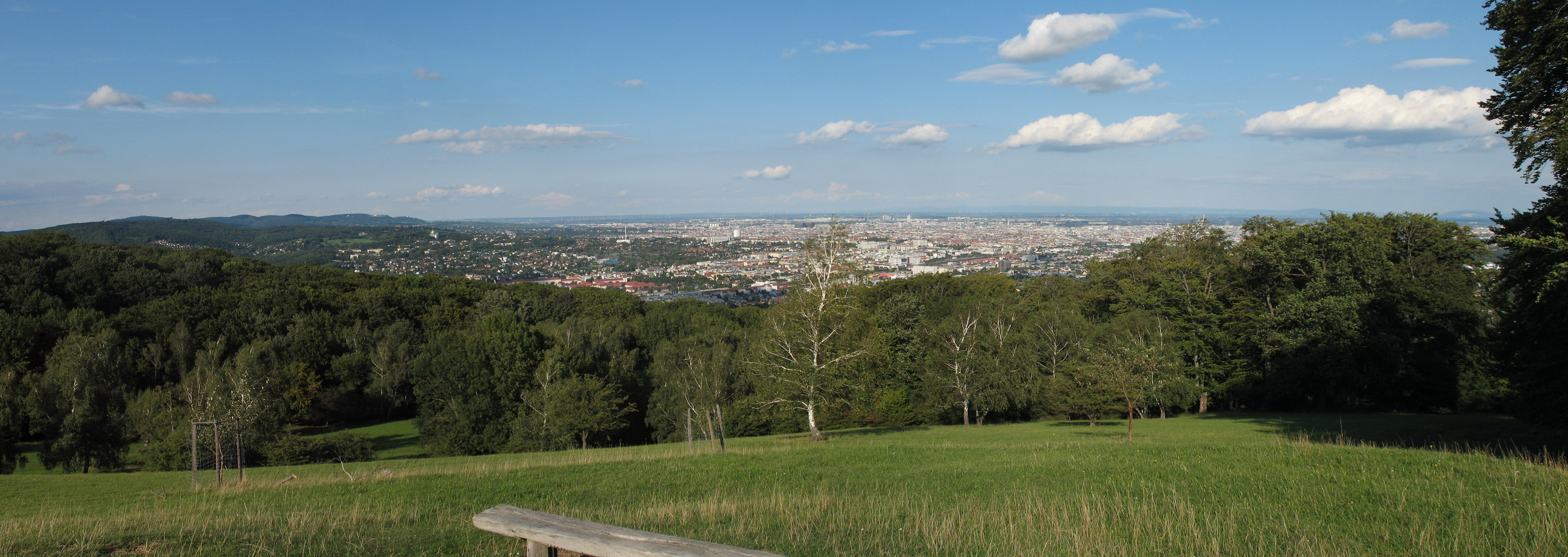
Blick vom Lainzer Tiergarten

Der am 24. Mai 1905 vom Wiener Gemeinderat beschlossene Wald- und Wiesengürtel wurde konzipiert als Sicherung des Grünraums im Westen von Wien.

## Geschichte
Die Gründerzeit und das enorme Städtewachstum der zweiten Hälfte des 19. Jahrhunderts brachten eine starke Bebauungsverdichtung und in weiten Stadtbereichen einen Mangel an Grünflächen. Schon ab den 1870er Jahren gab es in Wien daher die ersten Ideen zur Schaffung einer Schutzzone, vor allem bezüglich der landschaftlich besonders reizvollen Gebiete im Nordwesten Wiens mit ihren Ausläufern des Wienerwalds. Sie sollten vor weiterer Bebauung freigehalten werden und damit der Bevölkerung als Naherholungsraum dienen, vor allem aber, wegen der in Wien vorherrschenden Westwinde, für eine gesunde Durchlüftung der besonders grünarmen Zinskasernenviertel im Bereich der Wiener Gürtelstraße sorgen.
1904 veröffentlichte Bürgermeister Karl Lueger einen Erlass, in dem es hieß, er wolle „zur dauernden Sicherung der Gesundheitsverhältnisse unserer Stadt sowie zur Erhaltung des landschaftlich schönen Rahmens, [...] einen Wald- und Wiesengürtel an der Peripherie [...] für alle Zeiten festlegen ...“. Dieser Erlass wurde 1905 durch einen einstimmigen Gemeinderatsbeschluss verstärkt. Für den nun gesetzlich geschützten Wald- und Wiesengürtel wurde eine eigene Kategorie der Flächenwidmung (Schutzgebiet Wald- und Wiesengürtel: Sww) mit weitgehendem Bauverbot festgelegt, die bis heute besteht.

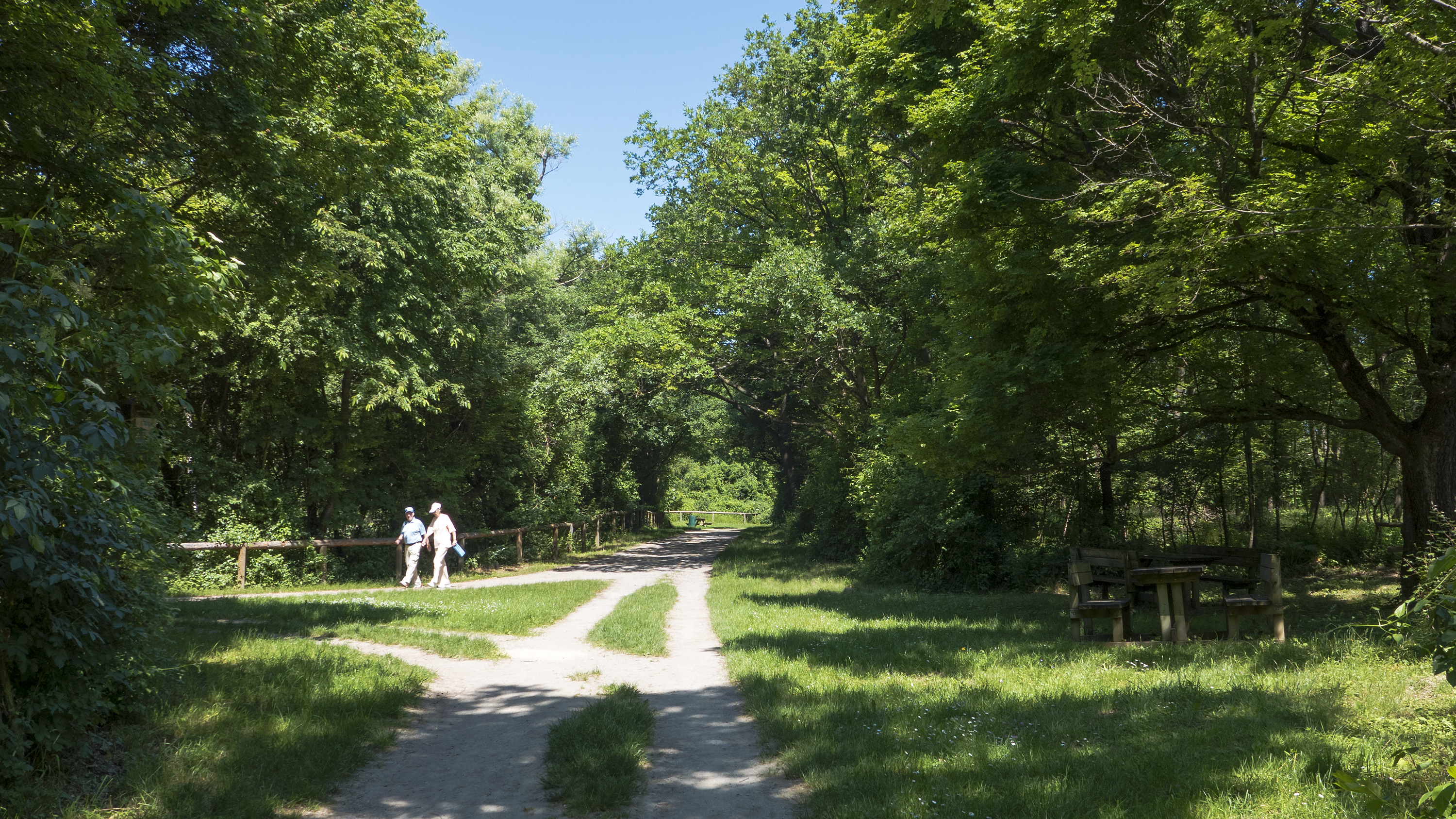
Laaer Wald

Federführend bei der Ausgestaltung der Pläne für den Wald- und Wiesengürtel und die damit zusammenhängende Wiener Höhenstraße war der Ingenieur des Stadtbauamtes Heinrich Goldemund.
Nach dem Ersten Weltkrieg reduzierten „Wilde Siedlungen“ Teile des Wald- und Wiesengürtels. Die bevölkerungsmäßige Stagnation Wiens bis in die späten 1980er Jahre erleichterte aber die Wahrung des Grünbestandes. Ab 1955 kam es sogar zu gezielten Erweiterungen, etwa zur Aufforstung des Laaer Waldes am Laaer Berg und zu Ende der 1960er Jahre zum Erwerb des Mautner Waldes am Bisamberg sowie des Dehneparks in Hütteldorf. Es kam sogar zur ehrgeizigen Konzeption einer „Schließung“ des Wald-- und Wiesengürtels im Osten der Stadt. Diese konnte durch das Bauverbot auf der Wiener Donauinsel in gewissem Sinn realisiert werden. Ein vollständiger Wiener Grüngürtel rund um Wien erscheint allerdings im Licht des neuerlichen starken Wachstums Wiens ab etwa der Jahrtausendwende schwer realisierbar. Es gibt aber Projekte wie den Norbert-Scheed-Wald, wo ein solcher „Lückenschluss“ im Nordosten der Stadt angestrebt wird.